# Borgaon
Borgaon es una ciudad censal situada en el distrito de Wardha en el estado de Maharashtra (India). Su población es de 19759 habitantes (2011). Se encuentra a 1 km de Wardha y a 74 km de Nagpur. 

## Demografía
Según el censo de 2011 la población de Borgaon era de 19759 habitantes, de los cuales 10253 eran hombres y 9523 eran mujeres. Borgaon tiene una tasa media de alfabetización del 92,53%, superior a la media estatal del 82,34%: la alfabetización masculina es del 95,54%, y la alfabetización femenina del 88,88%.